# Tłumik płomienia

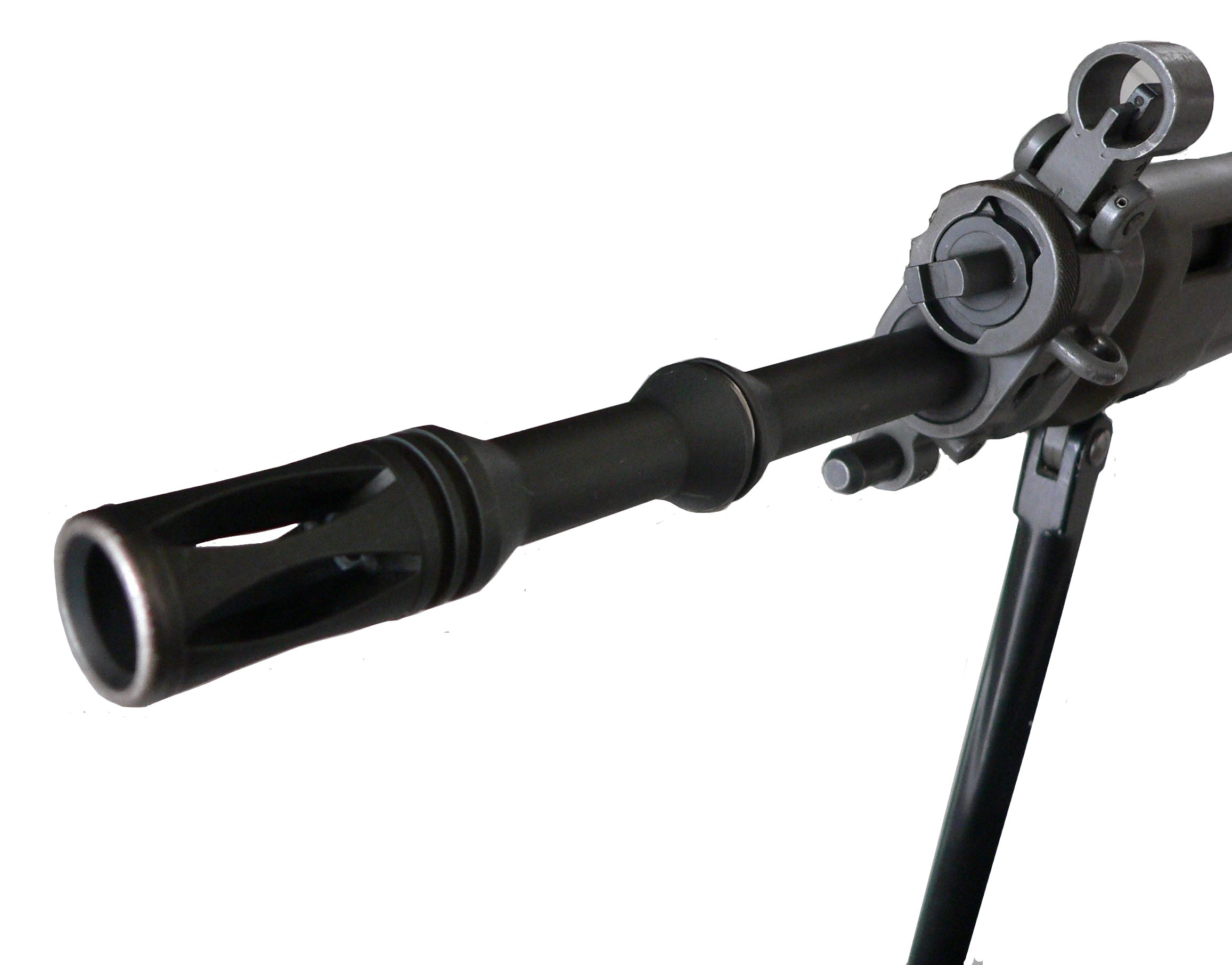
Szczelinowy tłumik płomienia

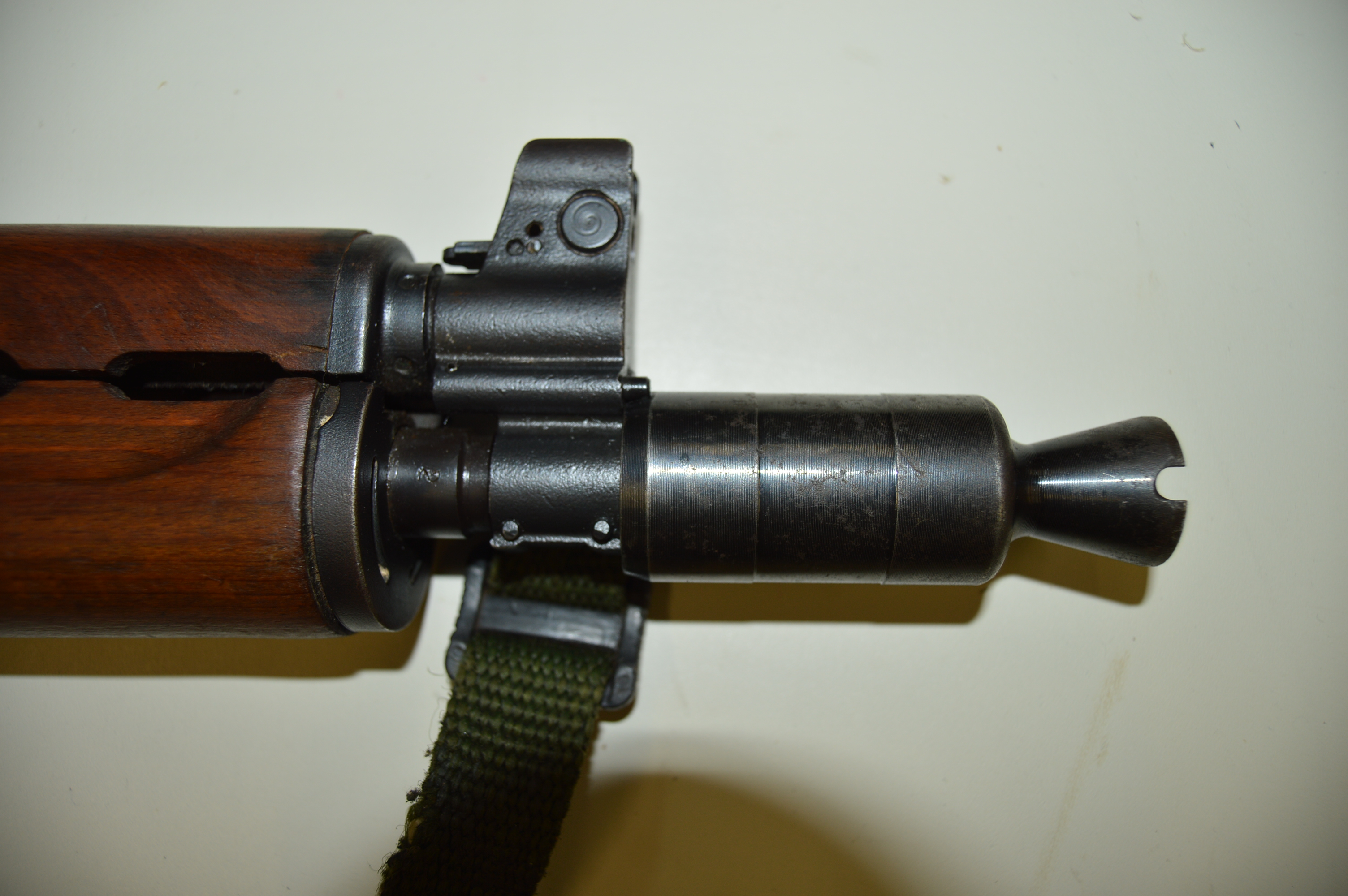
Stożkowy tłumik płomienia

Tłumik płomienia – urządzenie wylotowe ograniczające powylotowy błysk wystrzału w broni palnej.
Świecenie gazów prochowych opuszczających lufę za pociskiem jest spowodowane ich wysoką temperaturą, w związku z czym, aby ograniczyć ten efekt należy obniżyć ich temperaturę. Ochładzanie odbywa się poprzez rozprężanie w odpowiednio ukształtowanym tłumiku.
Stożkowe tłumiki płomienia (klasyczne) mają kształt stożka ściętego, rozszerzającego się od wylotu lufy. Rozszerzający się kanał stożka tworzy naddźwiękową dyszę de Lavala, w której gazy prochowe zwiększają prędkość kosztem obniżenia ciśnienia i temperatury (rozprężenie adiabatyczne). Wysokotemperaturowa (świecąca) część przepływającego strumienia gazów prochowych jest osłaniana przez ścianki tłumika. Wadą stożkowych tłumików płomienia jest ich duża średnica. Przyspieszenie strumienia przepływających gazów powoduje także zwiększenie odrzutu broni.
Szczelinowe tłumiki płomienia obniżają temperaturę gazów na drodze rozprężania, ale mają inną konstrukcję. Mają one postać rurki grubościennej, będącej przedłużeniem lufy. Wewnętrzny kanał szczelinowego tłumika płomienia ma średnicę większą niż kaliber lufy. W ściankach tłumika wykonane są podłużne szczeliny, rozszerzające się od powierzchni wewnętrznej do zewnętrznej. Przy przepływie gazów prochowych przez szczeliny następuje rozprężanie gazów i w rezultacie obniżenie ich temperatury.
Często tłumiki płomieni pełnią również funkcję osłabiacza podrzutu.